# Bibiche
Bibiche (fràncic lorenès Bibësch) és un municipi francès situat al departament del Mosel·la i a la regió del Gran Est. L'any 2007 tenia 428 habitants.

## Demografia

### Població
El 2007 la població de fet de Bibiche era de 428 persones. Hi havia 156 famílies, de les quals 32 eren unipersonals (20 homes vivint sols i 12 dones vivint soles), 56 parelles sense fills, 64 parelles amb fills i 4 famílies monoparentals amb fills.
La població ha evolucionat segons el següent gràfic:
Habitants censats

### Habitatges
El 2007 hi havia 169 habitatges, 156 eren l'habitatge principal de la família, 9 eren segones residències i 4 estaven desocupats. 158 eren cases i 10 eren apartaments. Dels 156 habitatges principals, 135 estaven ocupats pels seus propietaris, 16 estaven llogats i ocupats pels llogaters i 5 estaven cedits a títol gratuït; 5 tenien dues cambres, 6 en tenien tres, 21 en tenien quatre i 124 en tenien cinc o més. 140 habitatges disposaven pel capbaix d'una plaça de pàrquing. A 57 habitatges hi havia un automòbil i a 86 n'hi havia dos o més.

### Piràmide de població
La piràmide de població per edats i sexe el 2009 era:
| Homes | Edats   | Dones |
| ----- | ------- | ----- |
| 0     | 95 o +  | 0     |
| 0     | 90 a 94 | 0     |
| 0     | 85 a 89 | 0     |
| 0     | 80 a 84 | 0     |
| 8     | 75 a 79 | 8     |
| 4     | 70 a 74 | 12    |
| 12    | 65 a 69 | 8     |
| 16    | 60 a 64 | 8     |
| 8     | 55 a 59 | 12    |
| 8     | 50 a 54 | 12    |
| 12    | 45 a 49 | 16    |
| 4     | 40 a 44 | 8     |
| 16    | 35 a 39 | 4     |
| 16    | 30 a 34 | 28    |
| 20    | 25 a 29 | 8     |
| 16    | 20 a 24 | 16    |
| 4     | 15 a 19 | 4     |
| 12    | 10 a 14 | 12    |
| 20    | 5 a 9   | 8     |
| 20    | 0 a 4   | 8     |

## Economia
El 2007 la població en edat de treballar era de 264 persones, 184 eren actives i 80 eren inactives. De les 184 persones actives 172 estaven ocupades (90 homes i 82 dones) i 12 estaven aturades (5 homes i 7 dones). De les 80 persones inactives 30 estaven jubilades, 17 estaven estudiant i 33 estaven classificades com a «altres inactius».

### Ingressos
El 2009 a Bibiche hi havia 162 unitats fiscals que integraven 442 persones, la mediana anual d'ingressos fiscals per persona era de 17.290 €.

### Activitats econòmiques
Dels 6 establiments que hi havia el 2007, 2 eren d'empreses de construcció, 2 d'empreses immobiliàries i 2 d'empreses de serveis.
Dels 3 establiments de servei als particulars que hi havia el 2009, 1 era un paleta, 1 electricista i 1 agència immobiliària.
L'any 2000 a Bibiche hi havia 15 explotacions agrícoles que ocupaven un total de 553 hectàrees.

## Equipaments sanitaris i escolars
El 2009 hi havia una escola elemental.

## Poblacions més properes
El següent diagrama mostra les poblacions més properes.